# Norbert Kertscher
Norbert Kertscher (* 21. Januar 1954 in Saalfeld) ist ein deutscher Politiker (SED/PDS).

## Leben
Kertscher, Sohn eines Schlossers und einer Beiköchin, besuchte die Polytechnische Oberschule und absolvierte von 1970 bis 1973 eine Berufsausbildung mit Abitur als Elektronikfacharbeiter im VEB Carl Zeiss Jena, Betriebsteil Saalfeld. Von 1973 bis 1977 studierte er Geschichte und Deutsch an der Karl-Marx-Universität Leipzig mit dem Abschluss als Diplomlehrer. Im März 1974 trat er der SED bei. Kertscher arbeitete danach bis 1982 als Lehrer an der SED-Bezirksparteischule „Ernst Schneller“ in Mittweida. Von 1982 bis 1986 war er Aspirant am Institut Imperialismusforschung der Akademie für Gesellschaftswissenschaften beim ZK der SED, 1984 schloss er als Diplom-Gesellschaftswissenschaftler ab, 1986 promovierte er zum Dr. oec. mit einer Arbeit zum Thema Sozialökonomische Stellung und Entwicklungstendenzen von Beschäftigten im zentralen Staatsapparat der BRD.
Von 1986 bis Oktober 1988 war er Sekretär für Agitation und Propaganda der SED-Kreisleitung Brand-Erbisdorf, von Oktober 1988 bis November 1989 Erster Sekretär der SED-Kreisleitung Hohenstein-Ernstthal. Am 11. November 1989 wurde Kertscher auf einer außerordentlichen Tagung der Bezirksleitung zum neuen Ersten Sekretär der Bezirksleitung Karl-Marx-Stadt gewählt. Im Dezember 1989 war er Mitglied des Arbeitsausschusses zur Vorbereitung des außerordentlichen SED-Parteitages am 8./9. und 16./17. Dezember 1989. Auf diesem wurde er in den Parteivorstand der SED/PDS gewählt. 
Von März bis Oktober 1990 war er PDS-Abgeordneter in der Volkskammer, von Oktober bis Dezember 1990 Mitglied des Bundestages. Von 1991 bis 1994 war er auf Vorschlag der PDS Beobachter in der Fraktion der Vereinigten Europäischen Linken im Europäischen Parlament. 
Später war er Geschäftsführer der Bauträger GbR Erfurt in Hohenstein-Ernstthal.